# 20309 Batalden
A 20309 Batalden (ideiglenes jelöléssel 1998 FD110) a Naprendszer kisbolygóövében található aszteroida. A LINEAR projekt keretében fedezték fel 1998. március 31-én.